# Seatrain
Seatrain was een Amerikaanse rockband, die in 1969 was ontstaan uit de resten van The Blues Project en tot 1974 bestond. De muziek van Seatrain was een mengeling uit rock, bluegrass, folk en blues. In 1968 nam The Blues Project in Marin County hun laatste album Planned Obsolescense op. Direct daarna werd de bandnaam gewijzigd in Seatrain. In 1974 werd Seatrain ontbonden wegens gebrek aan commercieel succes.

## Bezetting
Oprichting
- Andy Kulberg (dwarsfluit, basgitaar)
- Roy Blumenfeld (drums)
- Richard Greene (viool)
- James T. "Jim" Roberts (zang)
- John Gregory (gitaar)
- Don Kretmar (saxofoon, basgitaar)

Latere leden
- Peter Rowan (zang, gitaar)
- Lloyd Baskin (zang, keyboards)
- Larry Atamanuk (drums)
- Peter Walsh (gitaar)
- Julio Coronado (drums)
- Bill Elliot (keyboards)

## Geschiedenis
Fluitist/bassist Andy Kulberg en drummer Roy Blumenfeld van The Blues Project vormden de band met Jim Roberts, ex-Mystery Trend-gitarist John Gregory, voormalig Jim Kweskin Jug Band-violist/fiddler Richard Greene en saxofonist Don Kretmar. Seatrain nam hun eerste album Planned Obsolescence op in 1968, maar moest het om contractuele redenen uitbrengen als een The Blues Project-album. In 1969 brachten ze een titelloze lp (Sea Train) uit, maar een paar maanden later kregen ze te maken met een grote verandering in lidmaatschap.
Het tweede titelloze album van de band werd eind 1970 uitgebracht onder de naam Seatrain. Tegen die tijd waren Blumenfeld, Gregory en Kretmar vervangen door drummer Larry Atamanuik, toetsenist Lloyd Baskin en gitarist van Earth Opera en voormalig Blue Grass Boy Peter Rowan. Het album 13 Questions werd uitgebracht als single en werd een kleine hit in de Verenigde Staten en bereikte positie 49 op de nationale hitlijst van Billboard in 1971.
George Martin produceerde het album en markeerde de eerste keer dat hij in die hoedanigheid optrad met een rockact sinds zijn werk met The Beatles. Hij produceerde ook Seatrains langverwachte vervolgalbum The Marblehead Messenger uit 1971. In september toerde Seatrain voor het eerst door Groot-Brittannië, meestal als voorprogramma van Traffic. Rowan en Greene verlieten de band kort daarna om Muleskinner te vormen, terwijl Roberts en Atamanuik zich bij de begeleidingsband van Emmylou Harris voegden. Kulberg en Baskin vervingen deze leden door gitarist Peter Walsh, toetsenist Bill Elliott en drummer Julio Coronado, maar brachten nog maar het album Watch uit 1973 uit.

## Discografie
- 1969: Sea Train
- 1970: Seatrain met de hitsingle 13 Questions geheel geproduceerd door George Martin
- 1971: Marblehead Messenger, deels geproduceerd door George Martin
- 1973: Watch